# Hemoglobina corpuscular média

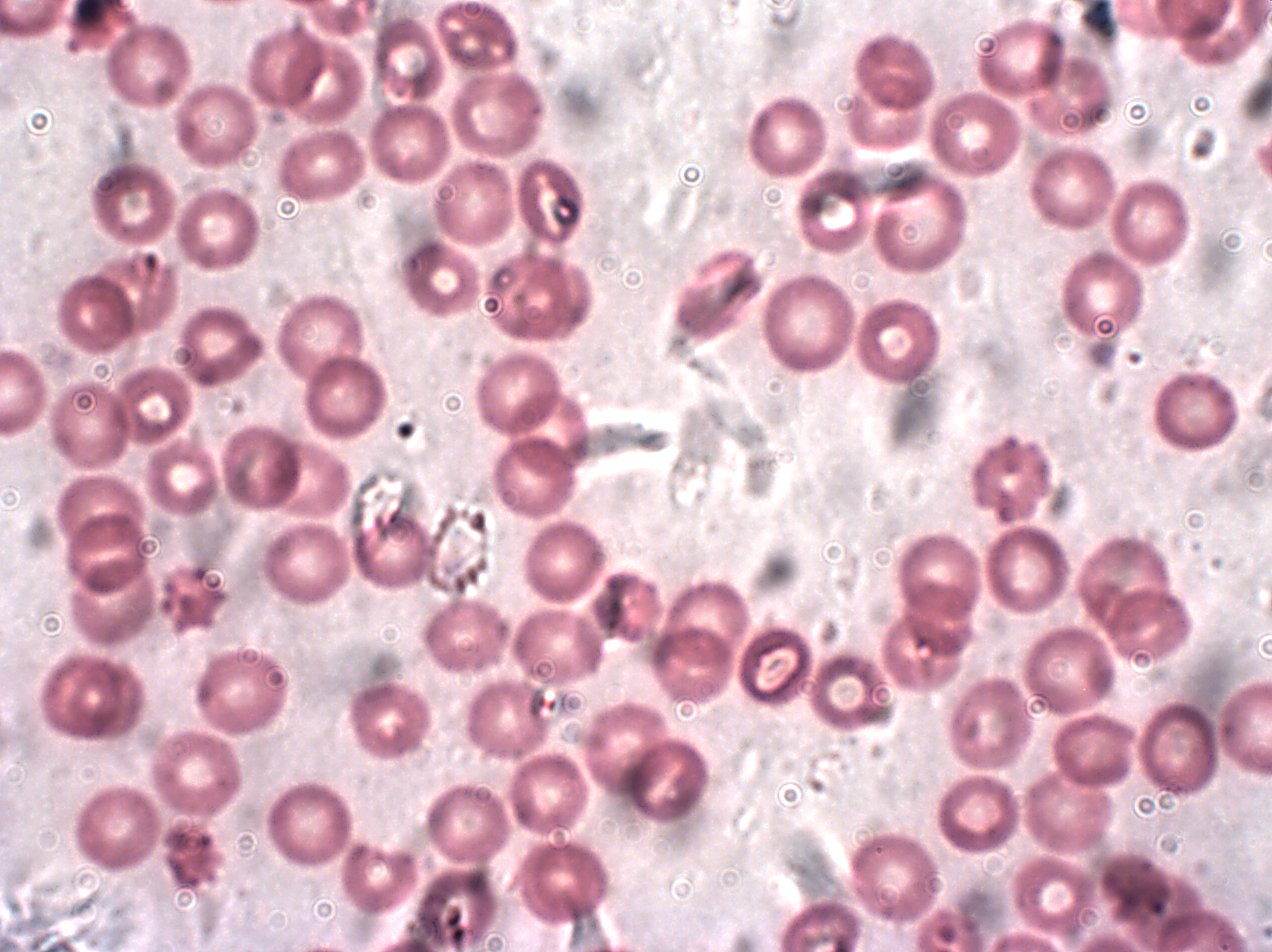
Hemácias normais vistas ao microscópio, aumentadas 1000x.

Hemoglobina corpuscular média (HCM) ou hemoglobina globular média (HGM), também referida como MCH (do inglês Mean Corpuscolar Hemoglobin), em um hemograma, é a quantidade média de hemoglobina (hb) presente nas hemácias. É parte de um exame das células sanguíneas e serve para identificar o tipo e causa da anemia. Em humanos o valor normal é entre 27 e 31 picogramos por glóbulo vermelho. 
Em mol o valor normal humano é de 1.68-1.92 fmol/célula.

## Significado
Dependendo do valor encontrado a anemia pode ser classificada em:
- Anemia hipercrômica: Valor maior a 31 picogramos, pode ser causada por deficiência de vitamina B12 ou de ácido fólico. Também pode ser causado por doença hepática e após quimioterapia.
- Anemia normocrômica: Valores entre 27 e 31 picogramos, indica que a causa da anemia é perda de sangue. Pode ser causado por hemorragia, sangue nas fezes, hematêmese, linfomas, sepse e síndrome nefrítica.
- Anemia hipocrômica: Valor menor a 27picogramos, pode ser causada por deficiência de ferro.

## Cálculo do HCM
HCM = (Hemoglobina * 10) / Nº de hemácias
Hemoglobina em g/dL
Hemácias em u³